# Калюта, Юрий Витальевич
Ю́рий Вита́льевич Калю́та (род. 13 июня 1957, Кривой Рог, Днепропетровская область) — советский и российский художник, академик Российской академии художеств, Заслуженный художник Российской Федерации, профессор кафедры живописи и композиции Санкт-Петербургской академии художеств имени Ильи Репина.

## Биография
Родился 13 июня 1957 года в городе Кривой Рог Днепропетровской области.
В 1973—1977 годах учился в Одесском художественном училище имени М. Б. Грекова.
В 1989 году окончил живописный факультет Института имени Репина, мастерская монументальной живописи под руководством профессора А. А. Мыльникова. Дипломная работа — «Град Петра» (витраж для гостиницы «Санкт-Петербург»). Присвоена квалификация художника-живописца, педагога
В 1989 году начал преподавательскую деятельность в Институте имени Репина.
В 1989–1991 годах — ассистентура-стажировка кафедры живописи и композиции под руководством профессора А. А. Мыльникова.
С 1991 года — член Санкт-Петербургского Союза художников.
В 2009 году присвоено почётное звание Заслуженный художник Российской Федерации.
С 2017 года — академик Российской академии художеств. 
Возглавляет персональную учебную мастерскую в Санкт-Петербургской академии художеств имени Ильи Репина.

## Творчество
Пишет пейзажи, натюрморты, жанровые картины, однако творческая индивидуальность наиболее проявилась в созданной им серии портретов: «Стрижка в красной мастерской», «Автопортрет с женой (Арлекин и Пьеро)», «Серебряный портрет», «Семья», «Мадонна». Для работ характерны ясно читаемое композиционное построение и контрастное сочетание чёрного и красного цветов, что придаёт его живописи особую эмоциональность.

## Награды
- 1-я премия на Пекинской международной арт-биеннале (2003)[6];
- Золотая медаль «Достойному» Российской академии художеств (2005);
- Заслуженный художник Российской Федерации (2009).